# 5138 Ґьода
5138 Ґьода (5138 Gyoda) — астероїд головного поясу, відкритий 13 листопада 1990 року.
Тіссеранів параметр щодо Юпітера — 3,200.